# Cerebratulus zachsi
Cerebratulus zachsi är en djurart som tillhör fylumet slemmaskar, och som beskrevs av Ushakov 1926. Cerebratulus zachsi ingår i släktet fläsknemertiner, och familjen Cerebratulidae. Inga underarter finns listade i Catalogue of Life.